# Котибар
Котиба́р (каз. Көтібар, до 2000 года — Шевченко) — село в Мугалжарском районе Актюбинской области Казахстана. Входит в состав Аккемирского сельского округа. Код КАТО — 154833600.
Переименован в честь Котибара Басендеулы.

## Население
В 1999 году население села составляло 298 человек (150 мужчин и 148 женщин). По данным переписи 2009 года, в селе проживало 238 человек (126 мужчин и 112 женщин).